# AKIRA (M.O.S.A.D.)
AKIRA（アキラ、本名：市川 あきら、1978年 - ）は、愛知県名古屋市出身のヒップホップ・ミュージシャンである。グループM.O.S.A.D.、グループBALLERSのメンバーである。

## 来歴
TOKONA-X、"E"qualらと共に音楽活動を開始すると、1996年そのメンバーでMASTERS OF SKILLZを結成。精力的なライブ活動をこなし、2000年にはM.O.S.A.D.とグループ名を改めて真価を発揮。盟友TOKONA-Xを2004年に失う。

## ディスコグラフィー

### アルバム
- Casanova（2006年）
- Vice（2010年）

### 参加楽曲
- Underground Kingz feat.AK-69 M.O.S.A.D
- Music Hustlin' feat.E qual 般若 AK-69 AKIRA MACCHO TOKONA-X